# John Spencer
John Spencer (n. 18 septembrie 1935, Radcliffe, Lancashire, Anglia - d. 11 iulie 2006, Radcliffe, Greater Manchester, Anglia) a fost un jucător britanic profesionist de snooker, de 3 ori campion al Campionatului Mondial, în 1969, 1971 și 1977.

## Carieră
Spencer a început cariera sa în snooker la vârsta de 15 ani. Snookerul a fost în declin până la vârsta de 30 de ani, când interesul de joc a reînviat. S-a retras în 1991 din snooker din cauza unei boli numite myasthenia gravis (cu simptome cum ar fi vederea dublă). În 2003 a fost diagnosticat cu cancer de stomac însă el a refuzat mai târziu tratamentul cu pretextul pentru a se bucura de viață cât mai poate. În ciuda bolii sale, a luat parte în 2005 la o săritură cu parașuta sponsorizată. Biografia sa a fost publicată în același an, fiind intitulată Out Of The Blue And Into The Black. Bătălia lui Spencer cu cancerul a luat sfârșit pe 11 iulie 2006, când Spencer a încetat din viață la un spital din Radcliffe, la vârsta de 70 de ani.